# Nati nel 1145
| Questa pagina contiene informazioni ricavate automaticamente dalle voci biografiche con l'ausilio del template Bio e di un bot. L'aggiornamento è periodico e automatico e ricostruisce completamente la pagina. Se manca una persona in questa lista, sei pregato di non aggiungerla, ma accertati piuttosto che la sua voce biografica contenga il template Bio e che i dati anagrafici siano correttamente compilati. Se il template Bio manca, inseriscilo tu stesso o, in alternativa, metti l'avviso {{tmp\|Bio}} che ne segnala la mancanza. Se i dati riportati sono sbagliati, correggi direttamente la voce biografica; le modifiche saranno visibili in questa lista entro pochi giorni. Per chiarimenti vedi il progetto biografie. La lista contiene solo le 15 persone che sono citate nell'enciclopedia e per le quali è stato implementato correttamente il template Bio. Pagina aggiornata al 10 giu 2025. |

- 6 marzo - Bahāʾ al-Dīn ibn Šaddād, giurista e storico curdo († 1234)
- Adalberto III di Boemia, arcivescovo cattolico boemo († 1200)
- Maria d'Antiochia, nobile e imperatrice bizantino († 1182)
- Beatrice di Borgogna, imperatrice († 1184)
- Teodora Comnena, nobildonna bizantina
- Manuele Comneno, nobile bizantino
- Ibn Jubayr, viaggiatore e poeta arabo († 1217)
- Margherita I di Fiandra, contessa († 1194)
- Maria di Francia, contessa († 1198)
- Michele I di Vladimir, principe russo († 1176)
- Ruben III d'Armenia, principe († 1187)
- Najm al-Din Kubrà, religioso persiano († 1221)
- Gabriele II da Camino, nobile e militare italiano († 1186)
- Sverre I di Norvegia, sovrano norvegese († 1202)
- Rodolfo II di Vermandois, nobile francese († 1167)